# Nispert
Nispert (Nederlands en Limburgs: Niesdorp) is een gehucht even ten oosten van de Belgische stad Eupen  in deze gemeente in de Duitstalige Gemeenschap.
In Nispert vindt men het Haus Nispert en de barokke Sint-Jans Onthoofdingkapel
Deelgemeenten: Eupen · Kettenis

Overige kernen: Gemehret · Nispert · Rothfeld · Stockem · Ternell

Belgische gemeenten · Duitstalige Gemeenschap · Arrondissement Verviers · Luik · Wallonië